# Trivejni živec
Trivejni živec, trigeminalni živec ali peti možganski živec (lat. nervus trigeminus) je peti par možganskih živcev in je »mešan«, kar pomeni, da vsebuje tako motorična kot senzorična vlakna. Prevladujejo senzorični nevroni, ki omogočajo zaznavo v področju obraza. Poleg teh živec omogoča tudi nekatere motorične funkcije, kot so grizenje, žvečenje in požiranje. Senzorični podatki iz področja obraza in preostalega telesa se obdelujejo po vzporednih poteh v osrednjem živčevju. Motorični in senzorični del se razlikujeta po svojem embrionalnem izvoru. Senzorični del se razvije iz kranialnega dela nevralnega grebena, motorični pa iz bazalne plošče embrionalnega ponsa.
Trivejni živec je največji možganski živec. Svoje ime je dobil zato, ker se vsak trivejni živec pri strani ponsa razdeli v tri glavne veje: oftalmični živec (V1), maksilarni živec (V2) in mandibularni živec (V3). Oftalmična in maksilarna veja sta izključno senzorični. Mandibularna veja ima senzorično in motorično funkcijo.
Vse tri veje se združijo v trigeminalnem gangliju (imenovanem tudi semilunarni ganglij), ki leži v vdolbini pri vrhu piramide senčnice in vsebuje telesa senzoričnih živčnih vlaken. Trigeminalni ganglij je analogen ganglijem dorzalnih korenin hrbtenjače, ki vsebujejo celična telesa vstopajočih senzoričnih vlaken iz preostalega telesa.